# Biutiful
Biutiful – hiszpańsko-meksykański dramat filmowy z 2010 roku, w reżyserii Alejandra Gonzáleza Iñárritu.
Premiera filmu odbyła się 17 maja 2010 roku, podczas 63. Międzynarodowego Festiwalu Filmowego w Cannes, gdzie film był prezentowany w Konkursie Głównym. Na tym festiwalu Javier Bardem, odebrał nagrodę dla najlepszego aktora.
Film został wyselekcjonowany jako oficjalny kandydat Meksyku do Oscara dla najlepszego filmu nieanglojęzycznego podczas 83. ceremonii wręczenia Oscarów.
Zdjęcia kręcono w Barcelonie i Nawarze. Tytuł filmu, Biutiful, odnosi się do słowa w języku angielskim, ortograficznie zapisywanego jako beautiful, co oznacza piękny. Wyrażenie biutiful jest poprawną dźwięcznie, wymową słowa beautiful.

## Fabuła
Film przedstawia historię Uxbala (Javier Bardem), samotnego ojca dwójki dzieci, który zarabia na życie niezbyt legalnie. Jest to postać tragiczna zmagająca się z rzeczywistością, przeciwnościami losu i poświęceniem. Przeczuwa nadchodzącą śmierć, dlatego też stara się pogodzić ze światem, zrozumieć dlaczego przeminęła miłość i próbuje zabezpieczyć przyszłość dzieci. Stara się przebaczyć.

## Obsada
- Javier Bardem jako Uxbal
- Maricel Álvarez jako Marambra
- Hanaa Bouchaib jako Ana
- Guillermo Estrella jako Mateo
- Eduard Fernández jako Tito
- Cheikh Ndiaye jako Ekweme
- Diaryatou Daff jako Ige
- Ana Wagener jako Bea

## Nagrody i nominacje

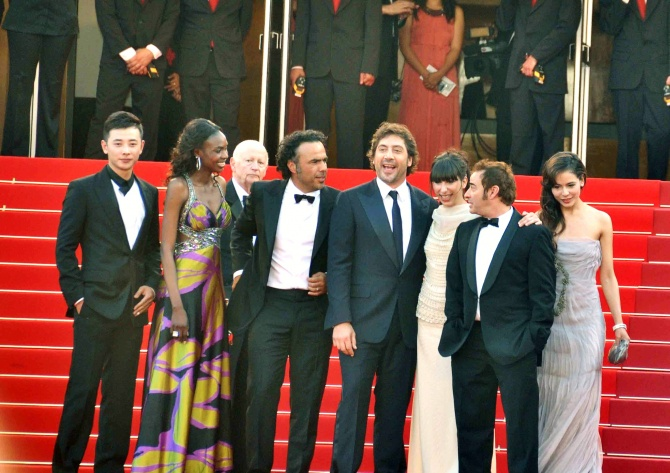
Obsada i twórcy filmu podczas 63. Międzynarodowego Festiwalu Filmowego w Cannes, 17 maja 2010

63. Międzynarodowy Festiwal Filmowy w Cannes
- nagroda: najlepszy aktor − Javier Bardem

Oscary 2010
- nominacja: najlepszy film nieanglojęzyczny − Meksyk
- nominacja: najlepszy aktor pierwszoplanowy − Javier Bardem

Złote Globy 2010
- nominacja: najlepszy film zagraniczny − Hiszpania / Meksyk

Nagroda Satelita 2010
- nominacja: najlepszy film zagraniczny − Meksyk
- nominacja: najlepszy scenariusz oryginalny − Alejandro González Iñárritu, Armando Bó i Nicolás Giacobone
- nominacja: najlepszy aktor w filmie dramatycznym − Javier Bardem

Nagrody Goya 2011
- nagroda: najlepszy aktor − Javier Bardem
- nominacja: najlepszy scenariusz oryginalny − Alejandro González Iñárritu, Armando Bó i Nicolás Giacobone
- nominacja: najlepszy aktor drugoplanowy − Eduard Fernández
- nominacja: najlepsza aktorka drugoplanowa − Ana Wagener
- nominacja: najlepsza muzyka − Gustavo Santaolalla
- nominacja: najlepsze zdjęcia − Rodrigo Prieto
- nominacja: najlepszy montaż − Stephen Mirrione
- nominacja: najlepsza scenografia − Brigitte Broch

Nagrody BAFTA 2010
- nominacja: najlepszy film zagraniczny − Meksyk
- nominacja: najlepszy aktor pierwszoplanowy − Javier Bardem